# Великоселецький заказник
Великосе́лецький зака́зник — гідрологічний заказник загальнодержавного значення в Україні. Розташований у межах Оржицького району Полтавської області, на схід від смт Оржиці, між селами Великоселецьке і Плехів. Являє собою болотний масив у правобережній заплаві річки Сули і пригирловій частині річки Оржиці.

## Опис
Площа 1000 га. Заснований у 1980 році.
Великоселецьке болото — це типовий природний комплекс заплавної рослинності з багатою флорою та специфічними засоленими ділянками. Територія заказника поділяється на дві частини: Великоселецьку та Малоселецьку.
Входить до складу Нижньосульського національного природного парку.

## Біота
Великоселецький масив заплави річки Сули включає комплекс великих мілководних озер, оточених високотравними угрупованнями. Ці щільні трав'янисті стіни утворюють типові «земноводні» рослини, які нижньою частиною занурені у воду, а верхньою — підносяться над водою. Це три прибережно-водні види-супутники, які поступаються на зріст один одному в такій послідовності: очерет звичайний — рогіз вузьколистий — куга озерна. Вони складають три яруси, які своїм зовнішнім виглядом доповнюють один одного.
На водних плесах зростає чимало рослин — типових мешканців полтавських водойм. Густі підводні зарості утворює кушир темно-зелений. Поверхню води вкривають маленькі кулясті багатокорінники, ряска триборозенчаста та невеликі округлі листочки жабурника звичайного. Серед цієї зеленої плівки майже непомітна вольфія безкоренева, рідкісна для водойм Полтавщини. Ще одна цікава рослина ховається на дні Великоселецьких озер — водяний різак алоевидний або тілоріз. Побачити такі розетки листків водяного різака можна у другій половині червня під час цвітіння. Це цікаве явище, коли вся поверхня водойми вкривається великими розетками вільноплаваючого різака, серед яких біліють ніжні невеликі квіточки. Був час, коли вважали, що ця рослина є рідкісною і потребує охорони в області, але сучасні дослідження показали, що вона дуже швидко розмножується вегетативно бруньками, особливо в неглибоких заплавних озерах, витісняючи інші рослини. Тому водяний різак — небажаний гість у водоймі.
Стариці заказника прикрашає латаття біле. Ним харчуються ондатри, водяні пацюки. В чистих старицях трапляється водна папороть — сальвінія плаваюча. На мілководних ділянках окремі куртини утворюють рідкісні для Полтавщини рослини — прибульці північних регіонів України — цінні лікарські рослини — бобівник трилистий та вовче тіло болотне.
У Малоселецькій частині заказника більше стариць, які заростають. По берегах вони також оточені високотрав'ям. Серед нього смуги утворює цікавий злак із лінійними листками та густим волотеподібним суцвіттям — лепешняк великий. Російську назву «манник» рослина отримала завдяки їстівному та солодкому насінню, яке достигає в кінці літа.
На мілководді Малоселецької частини заказника окремі куртини утворює стрілолист стрілолистий. Будова цієї прибережно-водної рослини є прикладом пристосування до різних екологічних умов. Підводні листки стрілолиста зовсім іншого вигляду — стрічкоподібні, ніби намагаються слідувати за течією. Проміжні листки, що лежать на поверхні води, видовжені, але вже мають заокруглені стрілоподібні кінці.
Навколо стариць є підвищення із засоленими ґрунтами. Тут сформований покрив із солелюбних рослин. На зволожених лучних ділянках зрідка трапляються орхідеї — зозулинець болотний та пальчатокорінник м'ясо-червоний.
Заказник є місцем гніздування водоплавних птахів.

## Галерея

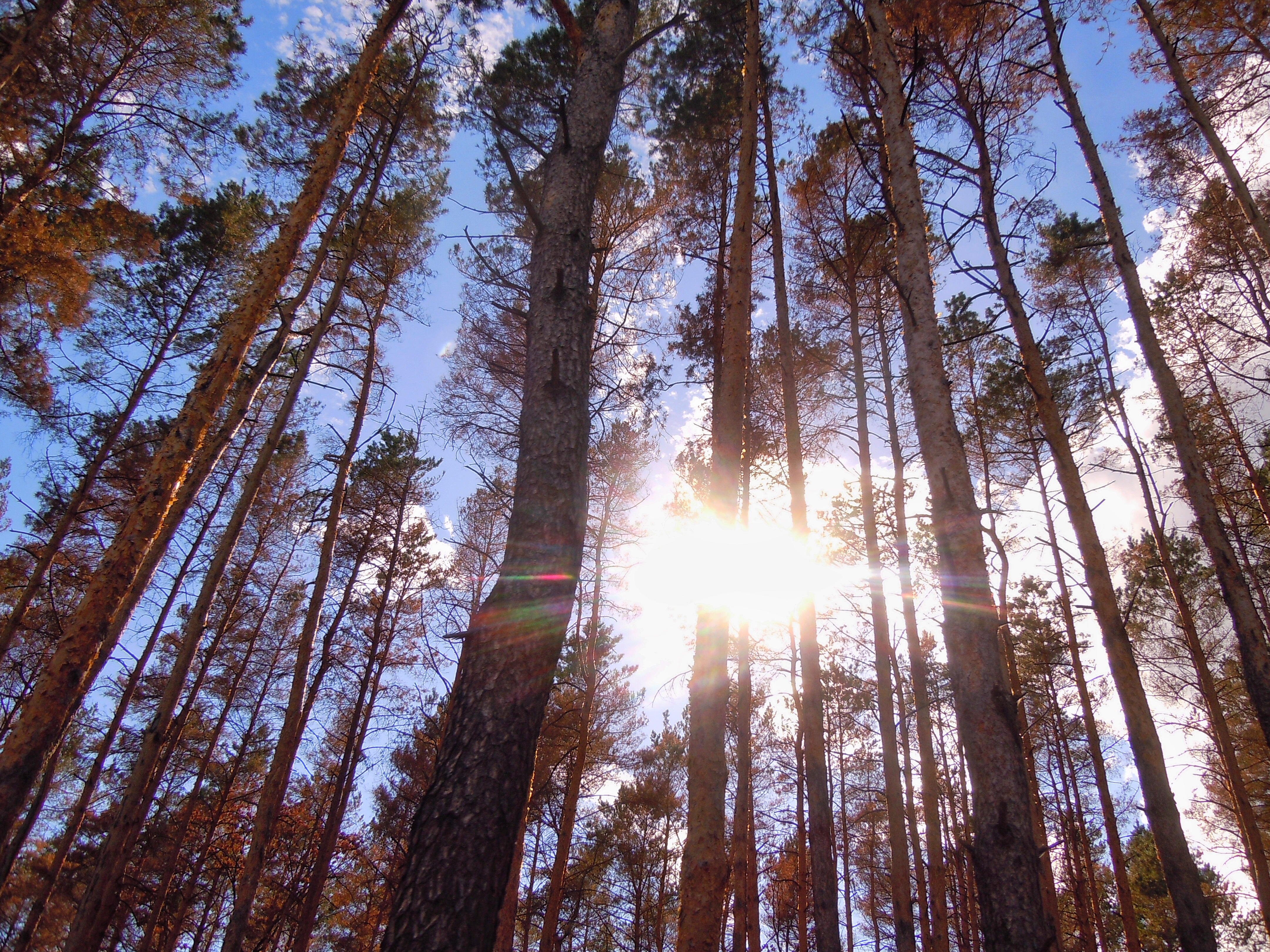
Ліс у заказнику
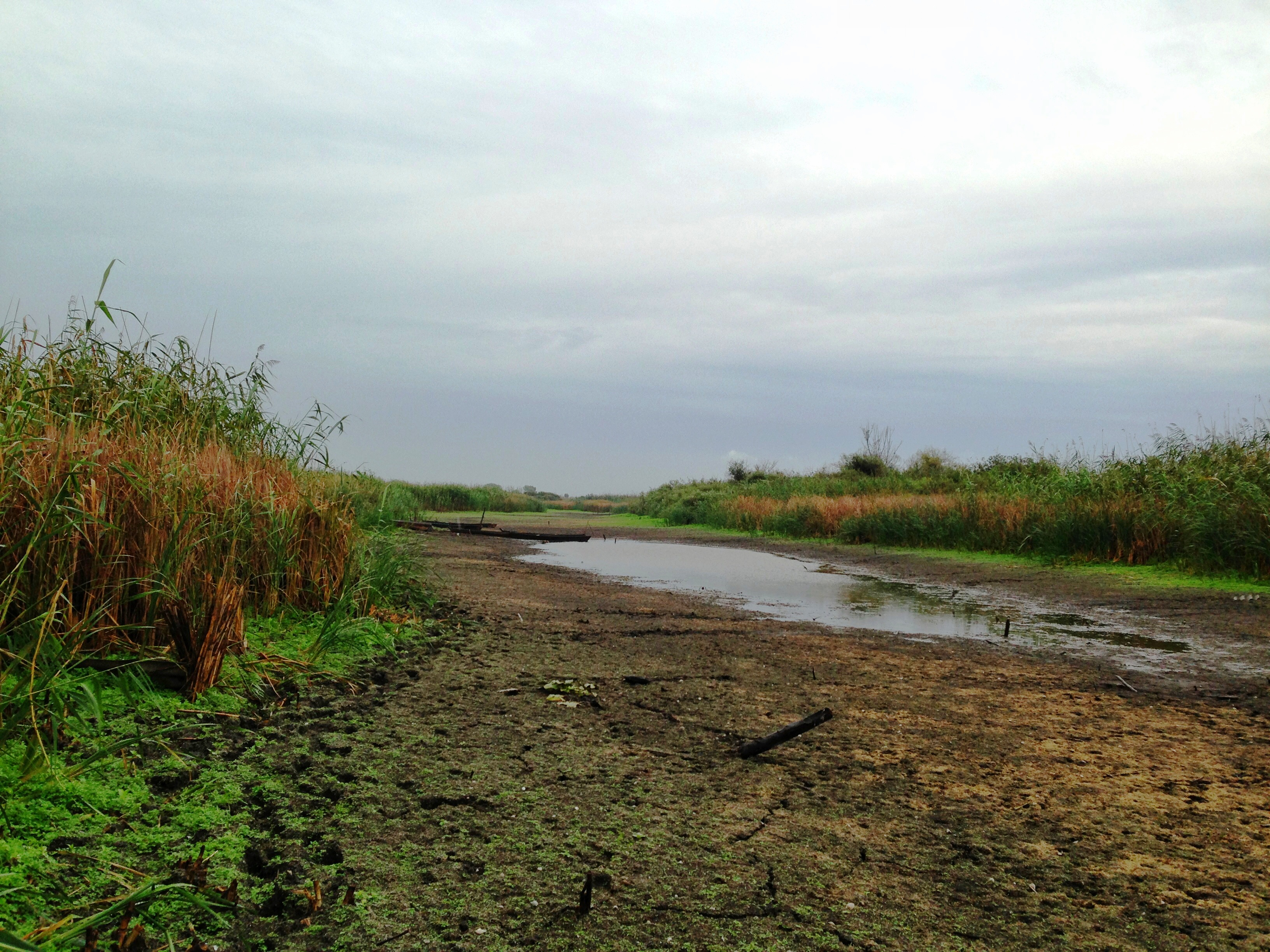
Висихання (серпень 2014)
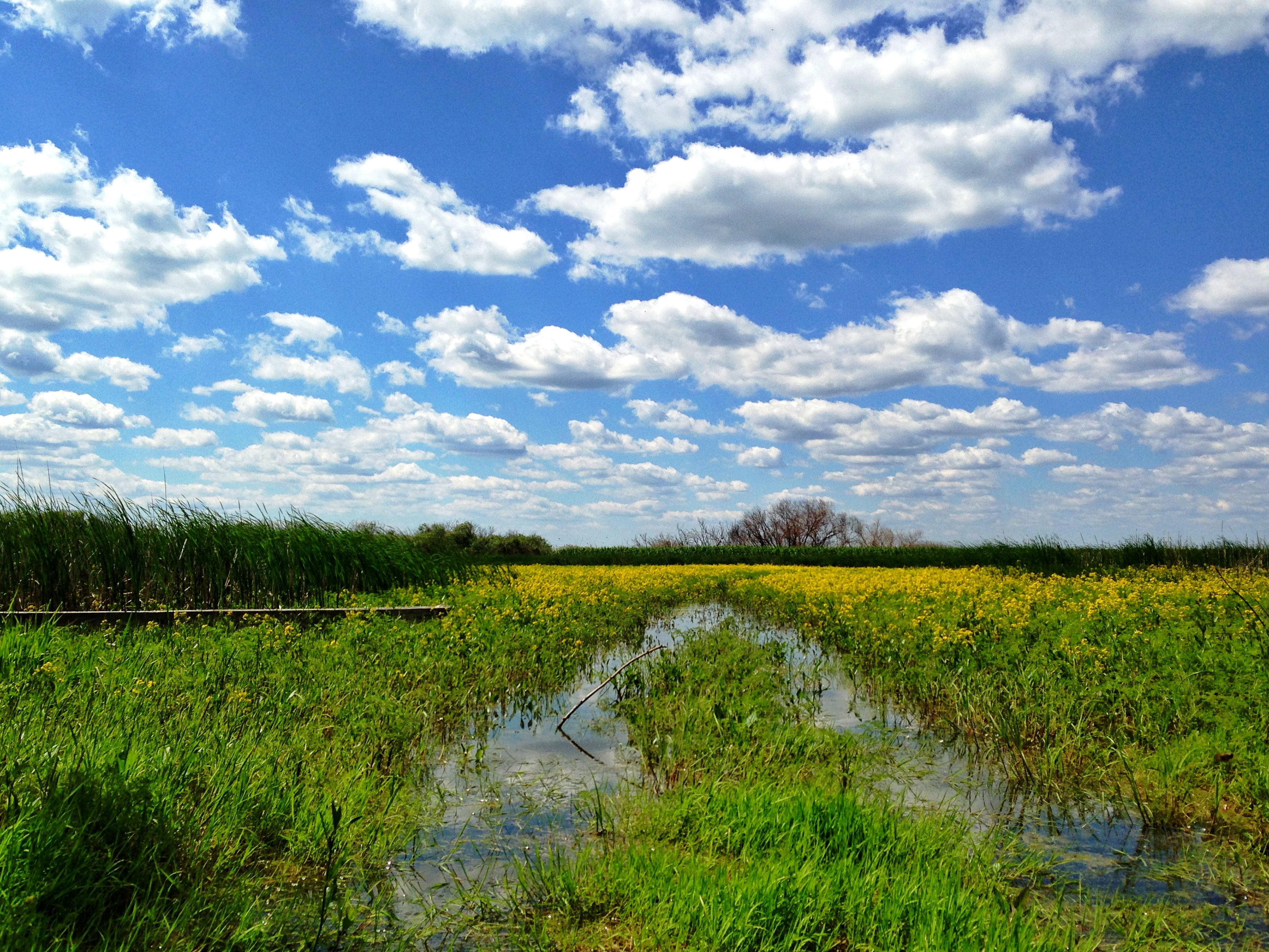
Цвітіння (травень 2015)
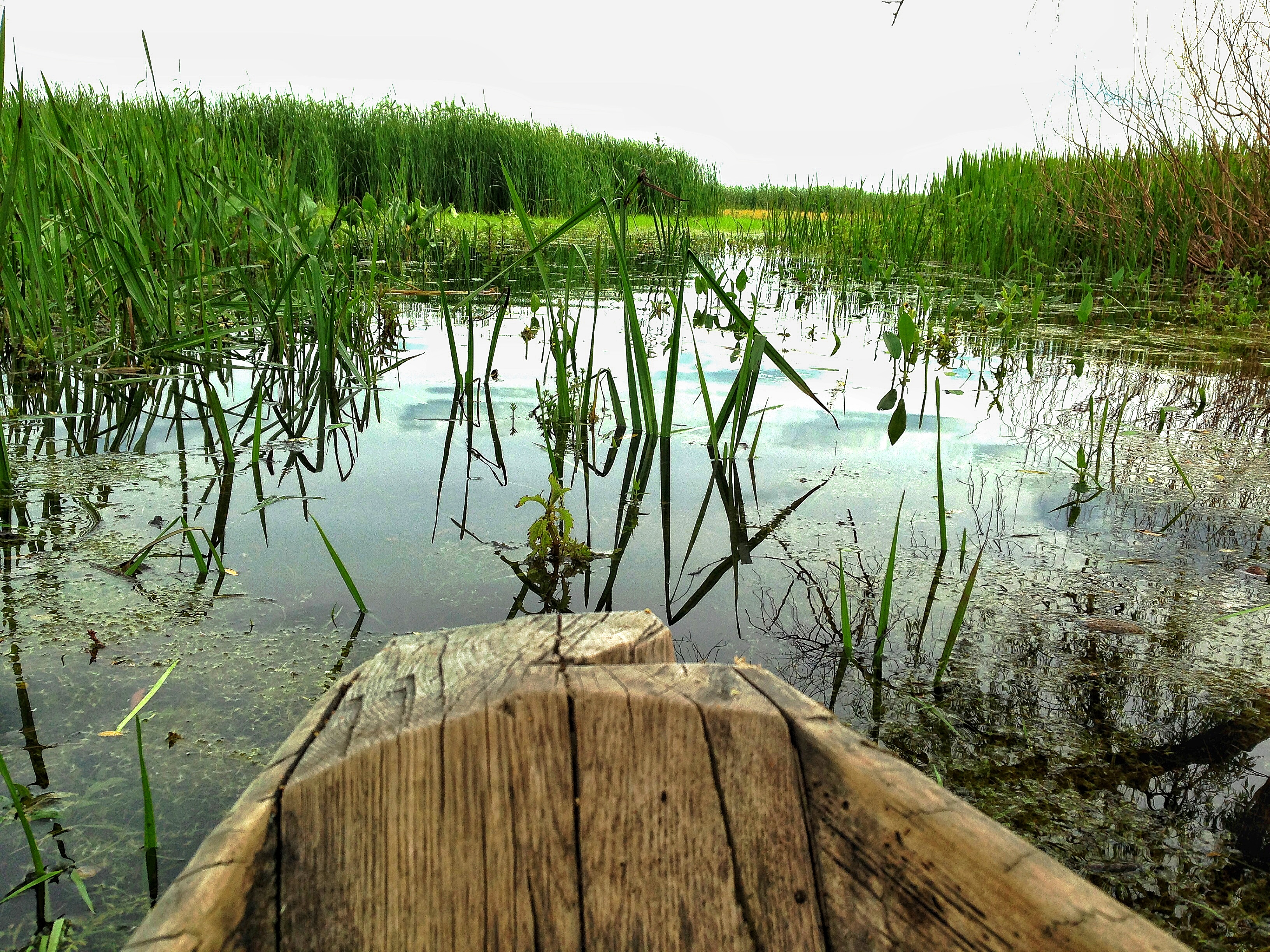
Заказник у червні (2016)
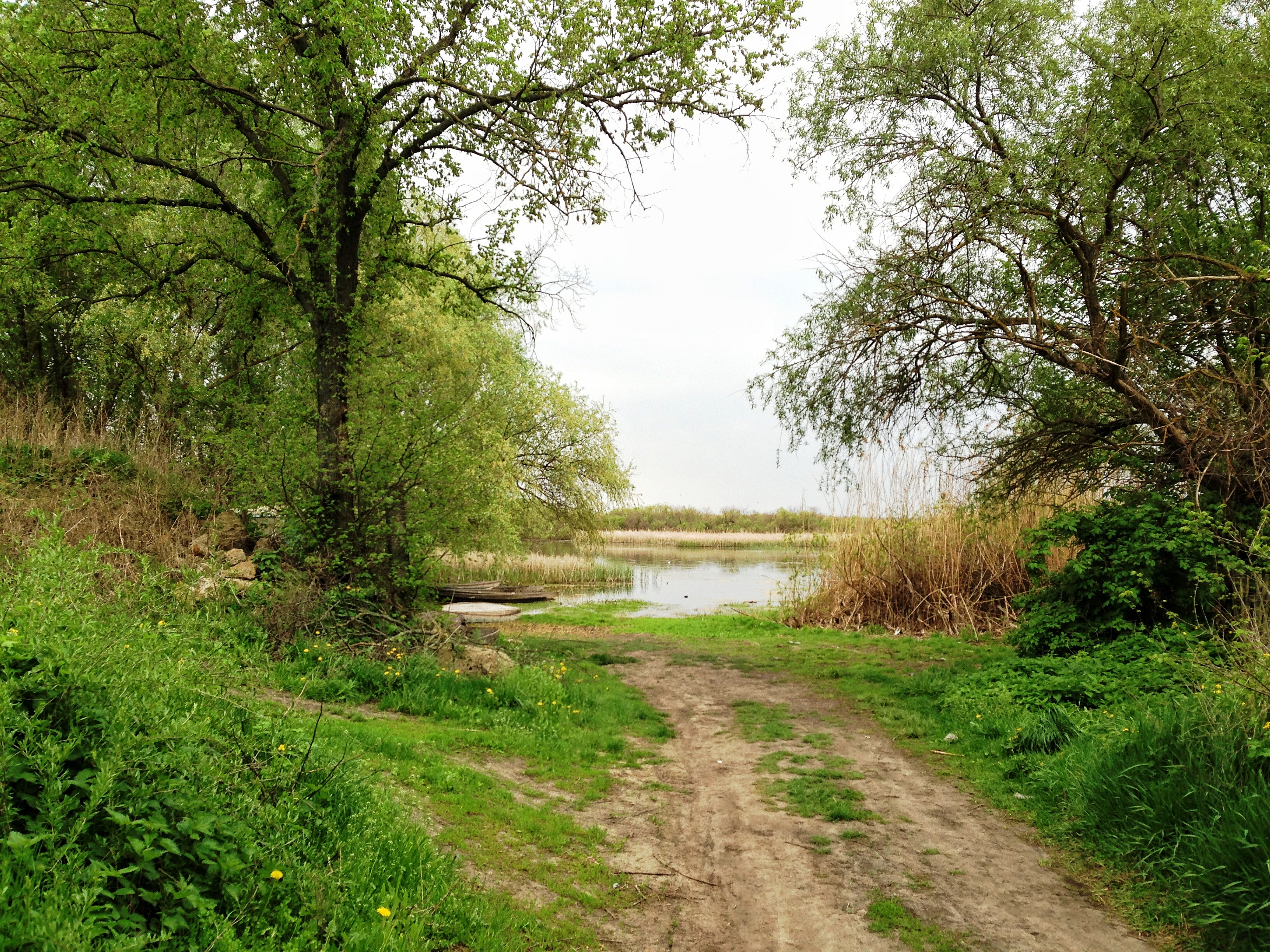
Дорога на Пристань 2014